# Le Sourn
Le Sourn é uma comuna francesa na região administrativa da Bretanha, no departamento Morbihan. Estende-se por uma área de 15,98 km². Em 2010 a comuna tinha 2 146 habitantes (densidade: 134,3 hab./km²).